# In God We Trust (àlbum de Stryper)
In God We Trust és el quart disc d'estudi de Stryper. Fou publicat el 1988. Després del so tan metàl·lic de To Hell with the Devil, Stryper decidiren gravar un disc més comercial, apte per les ràdio-fórmules i proper al Pop. Això els comportà moltes crítiques per part dels fans i la premsa especialitzada. No obstant això, el disc gaudí d'uns boníssims nivells de vendes i aconseguí la certificació de disc d'or en superar el mig milió de còpies venudes.
Com havia passat en la gravació anterior, el baixista oficial Tim Gaines es desentengué de les sessions d'estudi però retornà a la banda per sortir de gira.

## Llista de cançons
(Totes compostes per Stryper llevat que indiquem el contrari)
1. "In God We Trust" (Michael Sweet, Robert Sweet)– 3:56
2. "Always There for You" (Michael Sweet) – 4:09
3. "Keep the Fire Burning" – 3:35
4. "I Believe in You" – 3:17
5. "The Writing's on the Wall" – 4:19
6. "It's Up 2 U" – 3:51
7. "The World of You and I" – 3:45
8. "Come to the Everlife" – 4:09
9. "Lonely" – 4:09
10. "The Reign" – 2:50

## Músics

### Oficials
- Michael Sweet	 - veu, guitarra elèctrica i acústica
- Oz Fox - guitarra elèctrica i veus
- Robert Sweet - bateria

### Col·laboradors
- Brad Cobb - baix
- Billy Meyers - teclats
- John Van Tongeren - teclats
- Steve Croes - synclavier

## Producció
- Michael Lloyd i Stryper - productors
- Dan Nebanzal i Carmine Rubino - enginyers de so